# Konceptuální fotografie

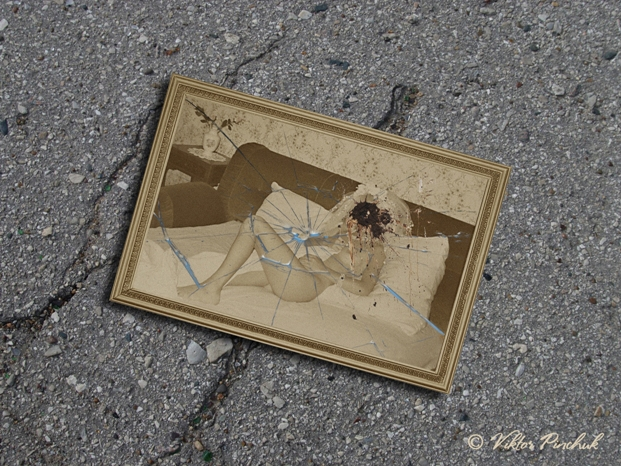
Práce z alba "Nuances of Fantasy" od fotografa Viktora Pinchuka

Konceptuální fotografie je styl fotografování, který spadá do oblasti konceptuálního umění. Koncept je konstrukce z myšlenek. Místo slova tu mluví samotný obraz. Důležitý je nápad, který má sémantický význam, což znamená, že dílo má ukázat určitý význam s pomocí různých znaků či symbolů, tímto se fotografie stává uměleckou prací. Konceptuální fotografie se odděluje od tradičních stylů umělecké a fotografické tvorby. V šedesátých letech se tento umělecký styl stal formou vyjadřování několika fotografů po celém světě jako pokračování uměleckého stylu minimalismus.

## Historie
Již 1896 zřejmě vznikla Louis Dargetem první konceptuální fotografie. Darget nechal myslet pianistu na portrét Beethovena, fotografickou destičku mu poté přitiskl na čelo a tímto by se její myšlenka měla převést na fotografii. V souvislosti s tím, že fotografuje hlavu, tak to evokuje lékařskou fotografii. Základní myšlenkou konceptuálního umění však není zobrazení myšlenek, ale povzbudit pomocí fotografie k přemýšlení. Začátky samotného uměleckého směru by se mohly přiřadit ke konci padesátých a začátku šedesátých let. Umělec Yves Klein například pozval v roce 1958 na výstavu prohlížení holých zdí, což jako důkaz vyfotografoval. Základem této výstavy byla jeho myšlenka, ukázat prázdnotu. Tomu by se také dalo říci konceptuální fotografie. Jiný příklad ze začátků konceptuální fotografie by vypadal tak, že se Yves Klein nechal vyfotografovat při skoku ze střechy, na ulici však na něj čekali kamarádi, kteří ho měli chytit záchrannou plachtou. Než skočil, vyfotografoval identickou scénu, ale bez lidí, kteří ho měli chytit. Fotografii namontoval do fotografie, na které skáče, aby vznikl dojem, že na něj nikdo nečeká na ulici se záchrannou plachtou. Tato fotografie měla být jiným konceptem ukázat prázdnotu.
Někteří považují už známou fotografii pisoiru od Marcela Duchampa za konceptuální umění. Největší vlna tohoto uměleckého směru se však vyvinula v šedesátých a sedmdesátých letech dvacátého století. Umělci chtěli vyjádřit svůj názor a myšlenky pouhou fotografii. Tím pádem také nebyla důležitá estetika, ale samotná myšlenka.
V Československu zaujmula konceptuální fotografie jako pohled na skutečnost a realitu řadu umělců na začátku sedmdesátých let. Ale již v padesátých letech reagovali konceptuální umělci na socialistický realismus vztahováním k tradičním tématům. Konceptuální fotografie nemá jednu jedinou správnou interpretaci, interpretace je vždy volná.
Oficiální umělecký směr, socialistický realismus odmítal vystavovat konceptuálním umělcům v Československu, a proto posílali svá díla tajně do zahraničí, aby tam mohly být vystavovány. Časté téma konceptuální fotografie, například také u fotografa Ivana Kafky, byl v sedmdesátých letech vztah člověka k přírodě. Dalšími významnými konceptuálními umělci Československa by byli například Dalibor Chatrný, Dezider Thót. V konceptuální fotografii se divák, který si prohlíží fotografie je účastníkem celého konceptu.

## Styl
Nejdůležitějším rysem tohoto uměleckého směru je vyslovit myšlenky pomocí fotografie. Koncem šedesátých let, měl umělec Vito Acconci různé způsoby jak ovládat fotoaparát při vzniku fotografie. Existuje například technika „toe-touch“, u které se hýbe s fotoaparátem střídavě od chodidel a nad hlavu, tímto způsobem mají vznikat fotografie, které nemají subjektivní vliv. Technikou "throw" vzniká fotografie, která nic konkrétního neukazuje a ani nic nechce skrývat, což vznikne náhodným házením fotoaparátu při pořizování fotek. Třetí jeho technikou je takzvaná blinks, při které fotograf během chůze po ulici se pokouší co nejdéle nemrkat očima. Každým mrknutím spustí spouštěč. Tím je otevřené oko nahrazené fotoaparátem.
Ke konceptuální fotografii sedmdesátých let například také patří fotodokumentace takzvaného body artu, u kterého stojí lidské tělo v centru jako pomůcka vyjádření konceptu a pouliční performance. Tento záznam měl být důkazem, že se něco takového dělo.